# 4376 Shigemori
4376 Shigemori eller 1987 FA är en asteroid i huvudbältet som upptäcktes den 20 mars 1987 av de båda japanska astronomerna Takeshi Urata och Tsuneo Niijima i Ojima. Den är uppkallad efter Taira no Shigemori.
Asteroiden har en diameter på ungefär 4 kilometer.